# 地域振興券
地域振興券（ちいきしんこうけん）とは、1999年4月1日から9月30日まで日本国内で各地方自治体が発行し、子供と低所得以下の高齢者を対象に支給された商品券の一種である。具体的には、小渕内閣（当時）が連立を組む公明党の要求に配慮した緊急経済対策として、全国の市町村が事業主体とし、15歳以下の子どもがいる世帯主・満65歳以上かつ老齢福祉年金受給者(低所得または非課税高齢者)に1人2万円分ずつ、市町村から配布された。財源の約7700億円は国が全額負担し、総務省によると全国で約3107万人が受け取り、99.6％が換金された。

## 概要
財源を日本国政府が全額補助することで、日本全国の市区町村が発行し、一定の条件を満たした国民に額面1000円の地域振興券を1人20枚ずつの1人2万円分、総額6194億円を贈与という形で交付した。交付開始日から6ヶ月間有効で原則として、発行元の市区町村内のみで使用でき、釣り銭を出すことが禁止され、額面以上の買い物をすることを推奨した。
当初公明党が要求した案は、全国民と永住外国人に1人3万円分の総額予算約4兆円の商品券を交付するという案だった。自民党との協議後、最終的に15歳以下の子供と、老齢福祉年金の受給者ら計3509万人を対象に1人当たり一律2万円の総額予算約7000億円の振興券を支給することになった。
1999年（平成11年）1月29日の島根県浜田市での交付を皮切りに、2月1日に北海道新冠郡新冠町、福島県耶麻郡北塩原村、千葉県野田市、和歌山県有田郡清水町、愛媛県八幡浜市の5市町村で交付され、その後、全市区町村で交付された。

## 配布対象
1999年1月1日現在を基準日として、以下の条件に該当する者に1人に2万円分ずつ配布された。
- 15歳以下の子供（1983年1月2日以降出生者）（世帯主に対して）[1]。
- 満65歳以上かつ老齢福祉年金受給中の高齢者[1][4]（1934年1月1日以前出生者で市町村民税の非課税者。課税されている者の税法上の被扶養者を除く）

## 使用率・経済効果・批評

### 使用率
- 最終的な使用率は、後述する「名探偵コナン」デザインのクーポン券の保存目的で未使用とした自発的なケースなどを除けば、全国平均で99.6%と圧倒的多数に達し、6,189億6,100万円が換金された。[1]。

### 減税税との比較
子育てを支援し、老齢福祉年金等の受給者や所得の低い高齢者の経済的負担を軽減することにより、個人消費の喚起と地域経済の活性化、地域の振興を図ることを目的に発行された。バブル崩壊後、景気浮揚を目的として数回の減税は行われていたものの、減税による負担軽減分は貯蓄に回ってしまい、減税本来の目的である消費の拡大という目的を果たせてこなかった。そのため、クーポン支給とは「貯蓄に回せない形」で消費を刺激しようとしたものである。交付対象者を若い親の層や所得の低い高齢者層などに限定した理由として、これらの層は比較的可処分所得が低いことから、地域振興券を交付することによる消費喚起の効果が大きいと考えられたことが挙げられている。

### 経済効果
1999年、経済企画庁は振興券を受け取った約3107万人の中の9000世帯に対してアンケート調査を行い、振興券によって増えた消費は振興券使用額の32%だったとしている。つまり、残りの68%が貯蓄に回されたり、振興券がなくても行われた消費に使われたということである。経企庁の調査ではこの結果をベースに単純計算し、振興券は名目GDPを約2000億円押し上げたと結論付けている。この額は、GDP全体の0.04%程度、内訳である個人消費の0.07%程度である。このアンケート調査では半耐久財の将来需要の先喰い部分も含まれてしまうなど、振興券の消費喚起の効果を過大評価している可能性が高い。実際、その後に行われた、内閣府経済社会総合研究所による個票データを用いたより精緻な分析によると、限界消費性向は0.1程度まで低下することとなり、消費喚起効果は非常に限定的だった。
地域振興券発行後、この年の下半期に景気は回復に転じ、前年度のマイナス成長からこの年はプラス成長となった。ただしこの時に伸びたのは政府支出であり、家計支出は目立った変化をしていない。このことから、政府支出を増やすことが地域振興券発行よりも景気回復に結びついた。
- 2002年4月の内閣府経済社会総合研究所によると交付された世帯では地域振興券を優先的に使用する一方で、そのことによって使用せずに済んだ現金を貯蓄に回したため、消費の押し上げ効果は発行額のわずか10%程度にとどまり、波及効果もほとんどもたらさなかった[8]。このことについて評論家の屋山太郎はレオン・ワルラスの理論を逆引用して、「国民は合理的な経済行動をしないという理論に基づいている」と批判した。その理由として「普通の人なら振興券で日常の消費をし、現金を残すことになるだろう。振興券の分だけ消費が増えると考えたのは『国民が愚かで騙されやすい』と考えていることにほかならない」と主張している。
- 日本共産党は2000年、機関紙しんぶん赤旗で「交付世帯の多くが生活必需品の購入を現金の代わりに振興券でおこなったにすぎず、当初から指摘されたように交付金額の多くが貯蓄に回されたこと、景気対策として失敗だったことが明白になった」とし、地域振興券での効果は殆ど無かったと主張している[10]。

### デザイン規定無しの弊害
- 市町村が事業主体であったため、地域別にデザインを自由に決めることが可能だった。そのため、鳥取県東伯郡大栄町は地元出身の漫画家の青山剛昌にデザインを依頼し、彼の作品「名探偵コナン」の主人公である江戸川コナンが描かれたものを発行した。しかし多数の券が使用される前に転売されたり高値で取引される事態となってしまい、町は急遽レプリカを配布することとなった。同町では券を転売して、自分では使わない者が他地域より発生したため、最終的な使用率は全国平均の99.6%を下回る89%で、5916枚が未使用であった[1]。

### 要望した公明党に対する批判
- 与党である自由民主党からも「ばら撒き政策」だと強い批判が挙がったが、連立与党公明党の強い要望により導入された。当時の内閣官房長官の野中広務が「（以前から公明党が主張していた地域振興券は）天下の愚策かも知れないが、7000億円の国会対策費だと思って我慢して欲しい」と、後に話したといわれている。また公明党との自公連立政権は、創価学会票を得るための選挙対策であること、その見返りが公明党の要望する地域振興券だった旨が述べられている[11]。なお自由民主党内部でも、八代英太代議士（当時）など賛同の立場で活動した者もいた。
- 公明党の当初主張していた4兆円から対象者を絞ることで総額約7000億円から予算削減させたものの、マスコミからも強い批判が挙がった。日本国外のマスコミにも、「独創的なプランのように思えても、経済効果はほとんど期待できない。日本経済を襲っているデフレのあらしを考えると、この程度の額では問題解決にはならない。商品券をもらっても、だいたいは元々予定していたものを買うのに使うだろう」（フィナンシャル・タイムズ）、「印刷にフジヤマ程の大量の木材が必要だ」とからかった上で、「ばかげた計画で、世界中の笑い者になる」、「お年玉をもらう子供のように扱われている」といった声を紹介（ロサンゼルス・タイムズ）するなど、冷やかに報道された[4]。
- 想定以上に経済的効果がなかったことから、マスコミや政治記者からも地域振興券は公明党の失政との声が上がった[12]。
- 2007年（平成19年）9月21日付の日本経済新聞社説は、「1999年に実施した国民1人2万円、予算約7700億円の地域振興券は、公明党の強い主張が実った政策だ。その地域振興券は地域経済の活性化に役立っただろうか。少なくとも持続性は全くなかった」と論評している。

- 日本経済新聞の芹川洋一は「政府・自民党がのんだ公明党の商品券構想は、経済的合理性からは「天下の愚策」と酷評され、ヘリコプターからお礼をばらまいた方がよほど理にかなっているとまで言われる始末だ。自民党にすれば、支給総額7000億円、必要経費を含め8000億円の商品券は国会対策費そのものである。年内いっぱいの政権維持のコストとすれば一日当たり約160億円。安いものということだろうか」と批評している[13]

## 日本以外の例
2007年からの世界金融危機で、世界的に不況となったことを受け、2009年1月に中華民国（台湾）では、所得制限なく、国民と長期居留許可を有する住民に、1人につき一律3600ニュー台湾ドル（当時の為替レートで約1万円）の消費券（商品券に相当）を配布する政策を実施した。この政策は貧困救済政策ではなく、完全に個人消費の喚起を狙い、景気振興の効果をもたらすことを期待するので、資産や所得を問わずに全国民を配布対象とする。旧正月を迎え物入りとなる時期を狙ったこともあり、国民からは好評を得ている一方で、消費券を使い切った後も消費が持続するかなど、巨額な財政負担に見合う効果への疑問の声もあった。